# Каргинская (станция)
Карги́нская — железнодорожная станция Грозненского региона Северо-Кавказской железной дороги, находящаяся в станице Каргалинской Шелковского района Чеченской республики. Расположена на малодеятельной линии Червлённая-Узловая — Кизляр.

## История
Станция открыта в 1915 году в составе пускового участка Червлённая-Узловая — Кизляр. До начала Первой Чеченской войны по станции производилось скрещивание поездов, следующих по линии Астрахань — Гудермес.
В 1994-1995 годах в связи с началом военных действий и нестабильностью политической обстановки в Чечне движение поездов через станцию было прекращено.
В 2000 году станция возобновила свою работу, через неё частично восстановлено пассажирское и грузовое движение. В 2020-2021 годах пассажирского движения не было.  

## Описание
Станция состоит из двух путей, из которых в связи с малодеятельностью линии Червлённая-Узловая — Кизляр активно используется только один. Здание вокзала восстановлено в 2000 году, он открыт для пассажиров. На станции сохранилась водонапорная башня. На первом пути (не используется в регулярнои движении) расположена боковая пассажирская платформа. Подъездные пути от станции не действуют.

## Деятельность
С 2000 года станция работает только для пассажирских операций. В 2000—2003 годах через станцию также проходил пригородный поезд Кизляр — Гудермес.

## Дальнее следование по станции
| № поезда | Маршрут движения    | № поезда | Маршрут движения    |
| -------- | ------------------- | -------- | ------------------- |
| 301      | Волгоград — Грозный | 302      | Грозный — Волгоград |

## Фото станции Каргинская

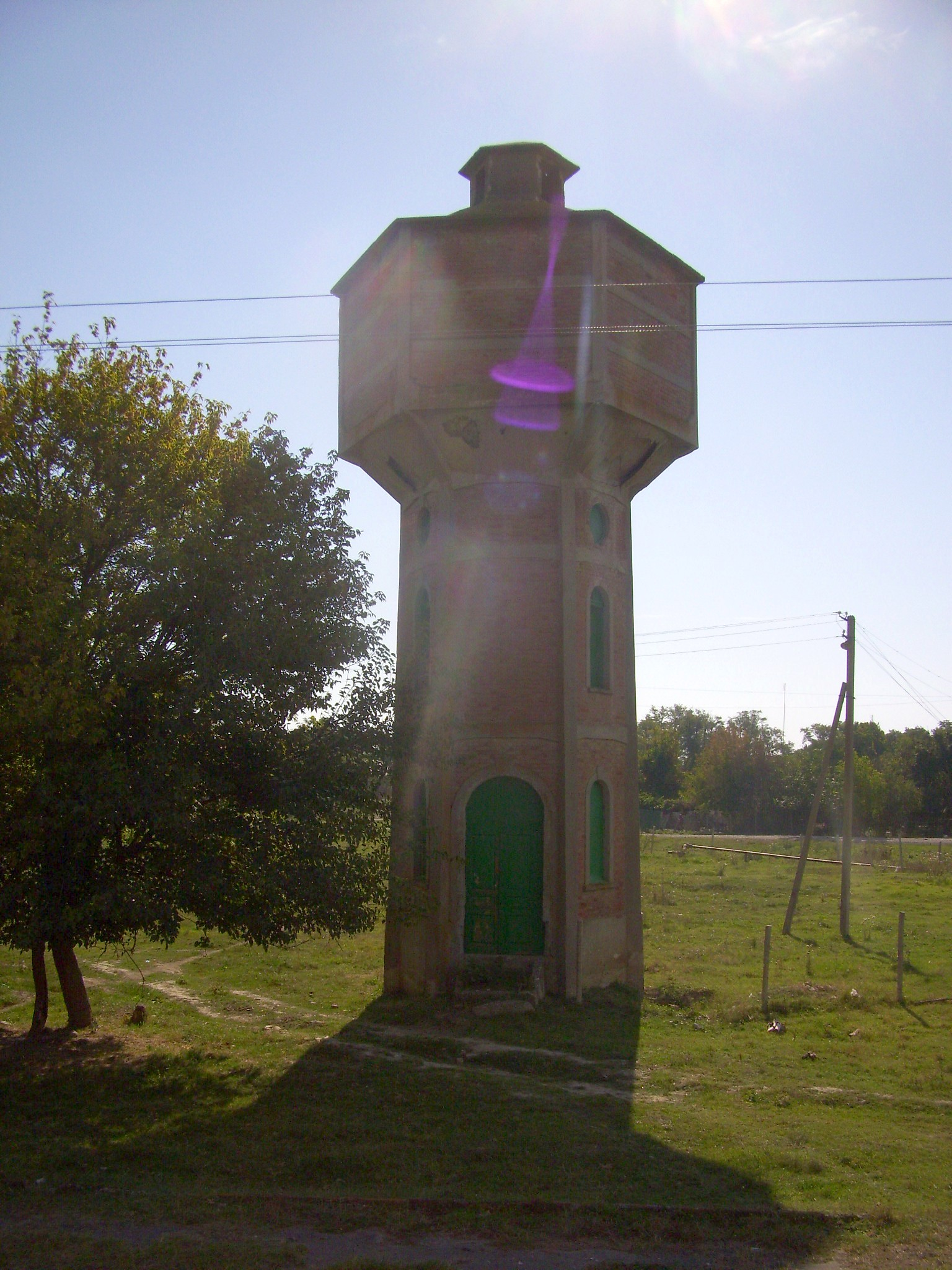
Станция Каргинская. Водонапорная башня. 2011 год
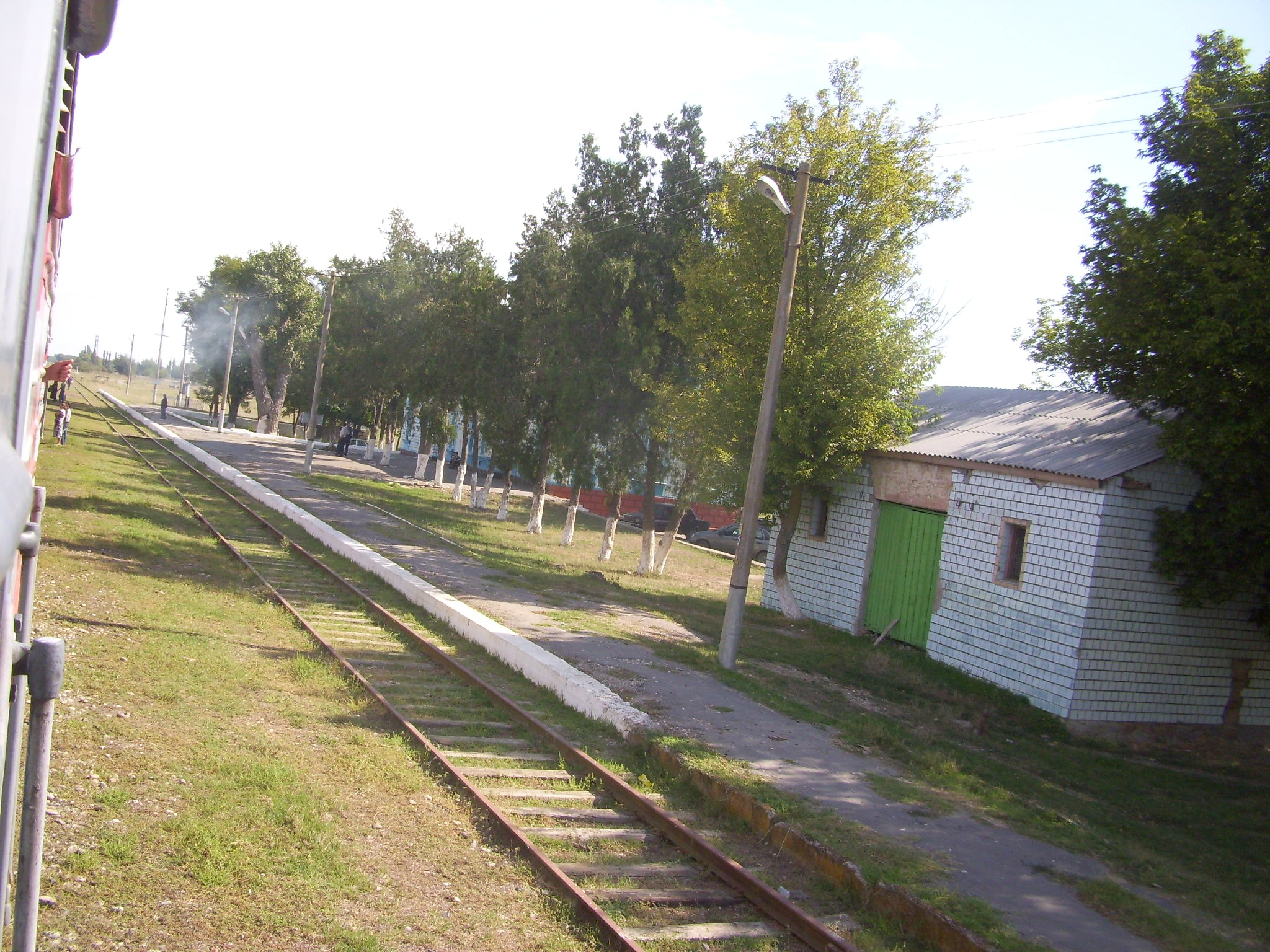
Станция Каргинская. Вид в сторону Кизляра. 2011 год
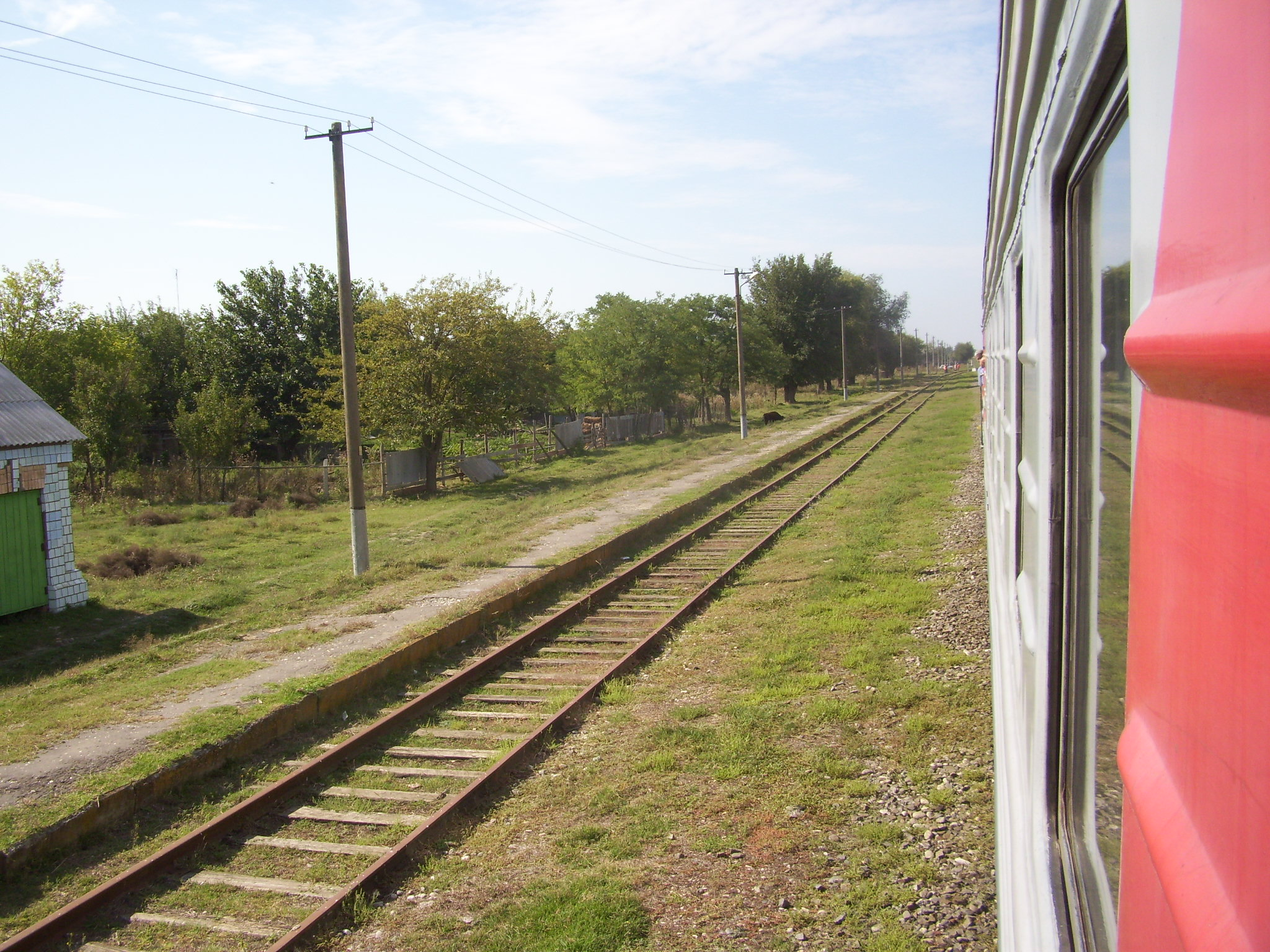
Станция Каргинская. Вид в сторону Червлённой-Узловой. 2011 год
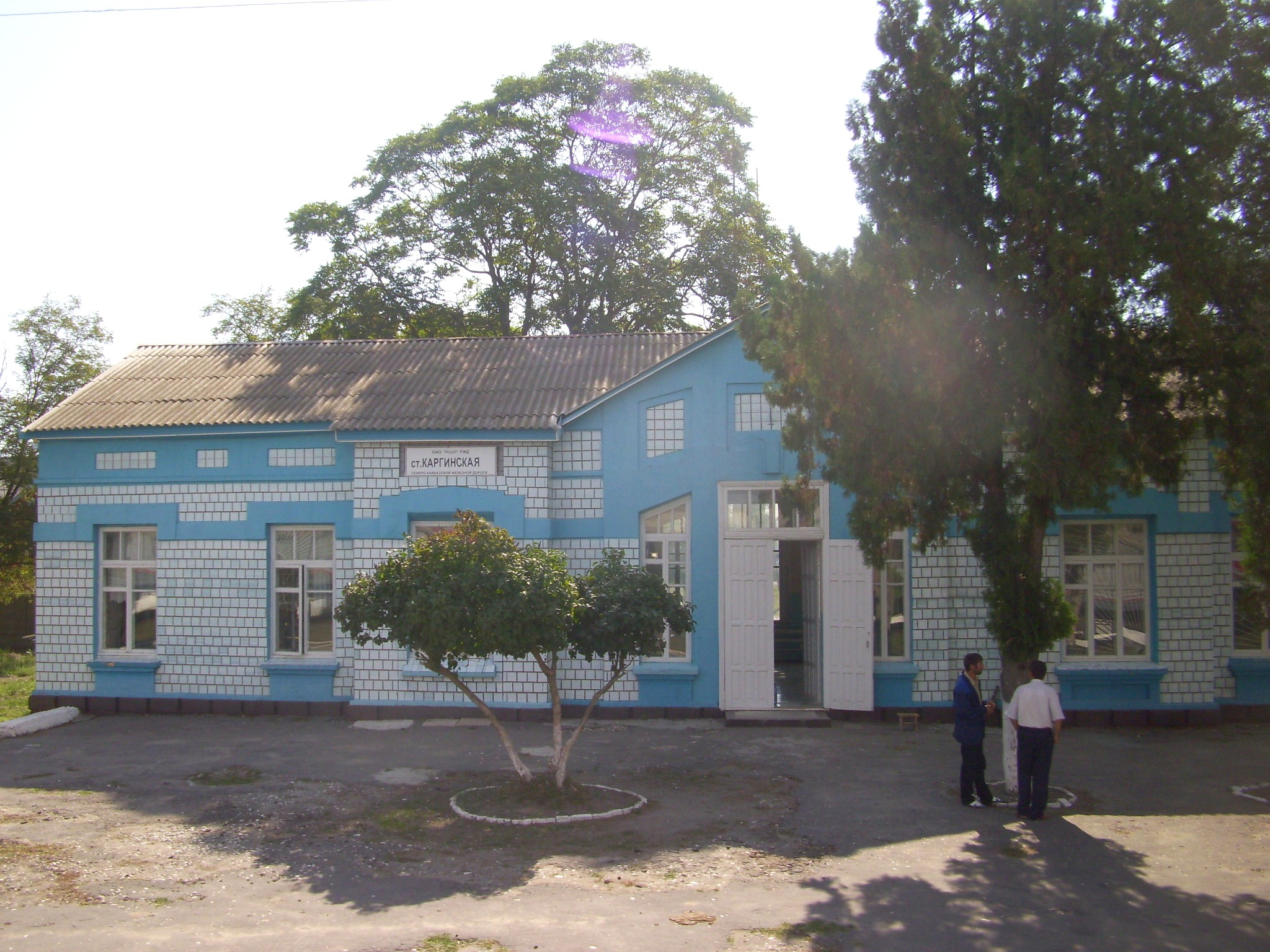
Вокзал на станции Каргинская. 2011 год
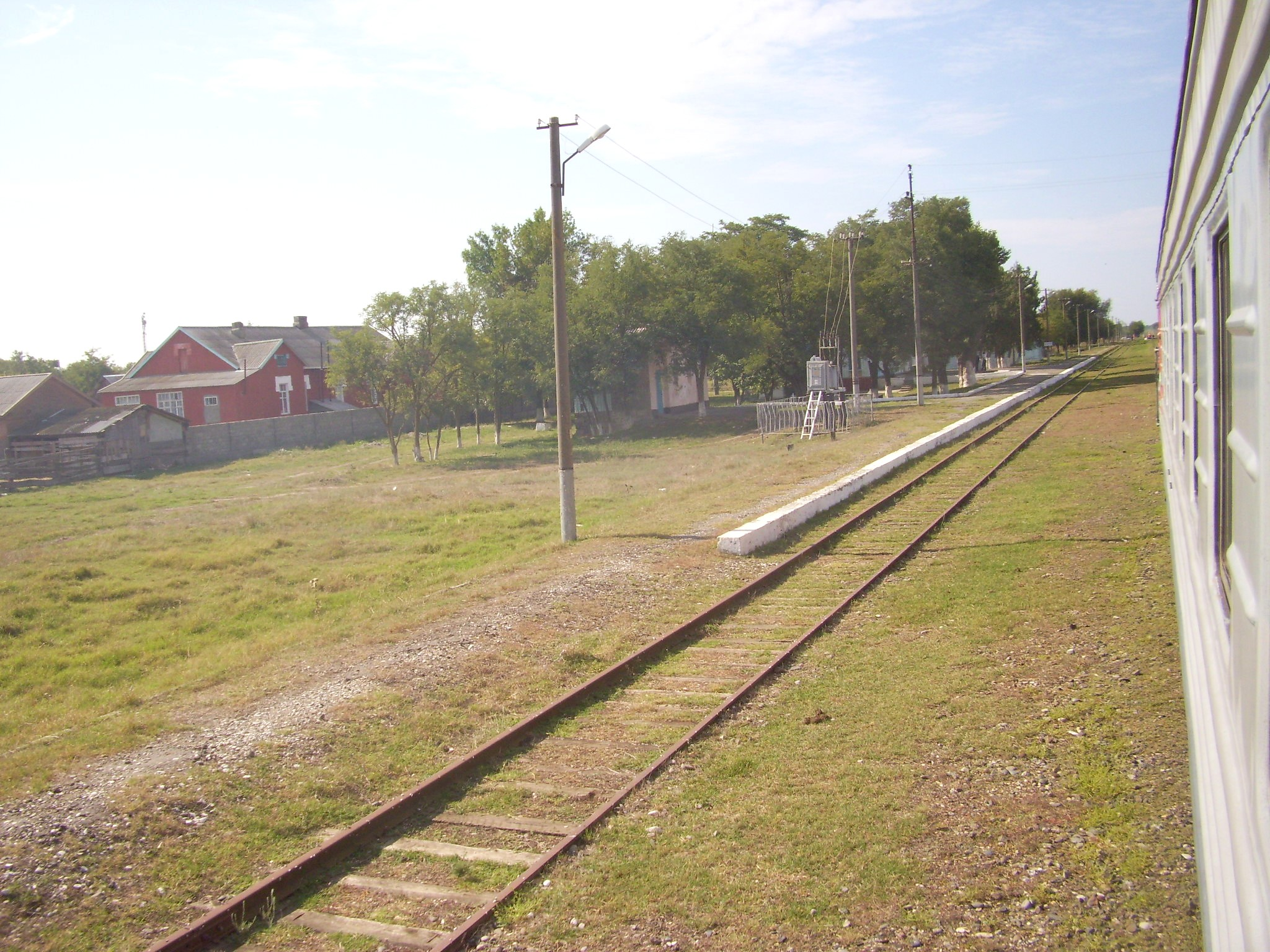
Станция Каргинская. Вид в сторону Червлённой-Узловой. 2011 год
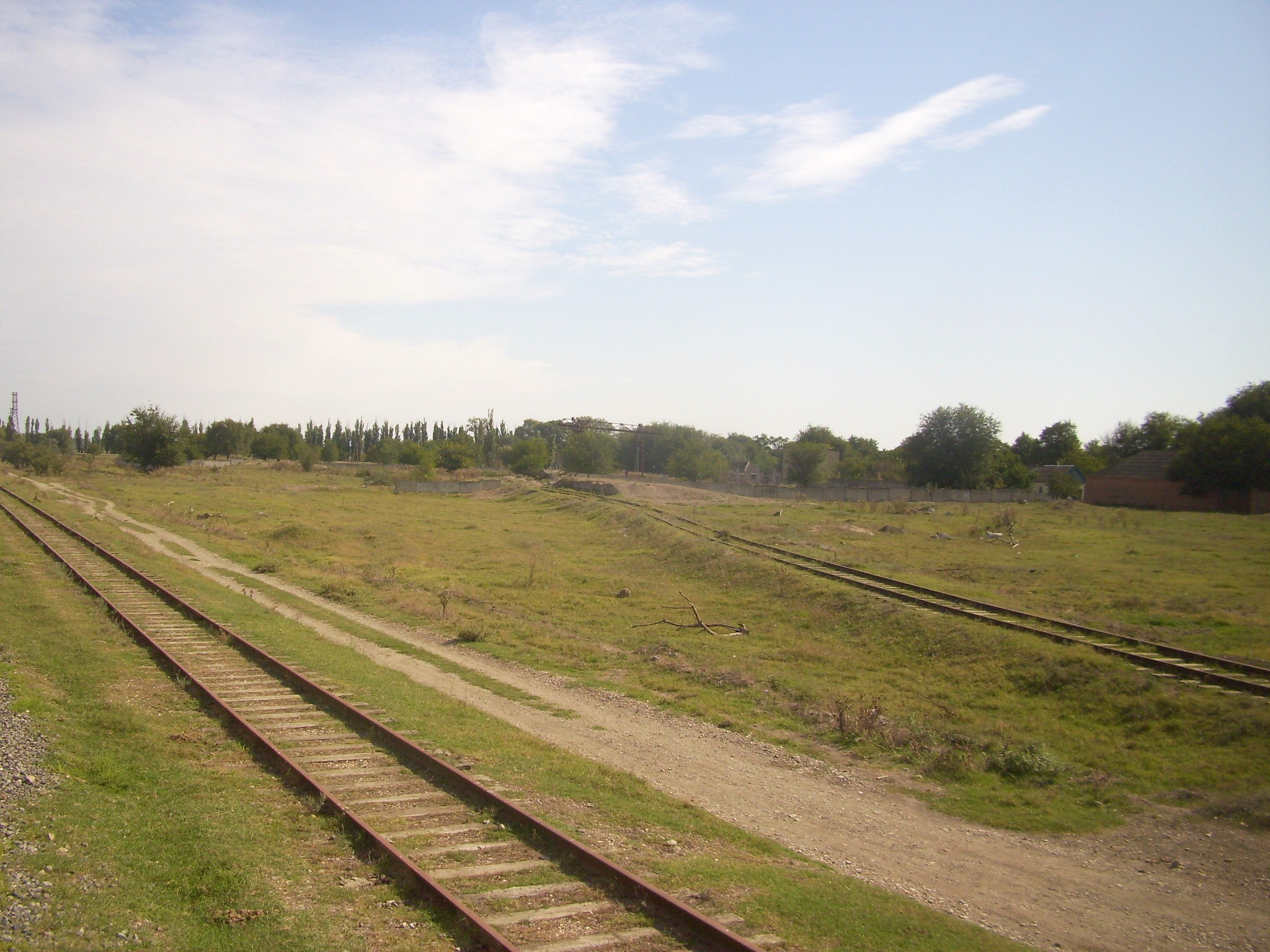
Станция Каргинская. Вид в сторону Кизляра. Справа — недействующий подъездной путь. 2012 год
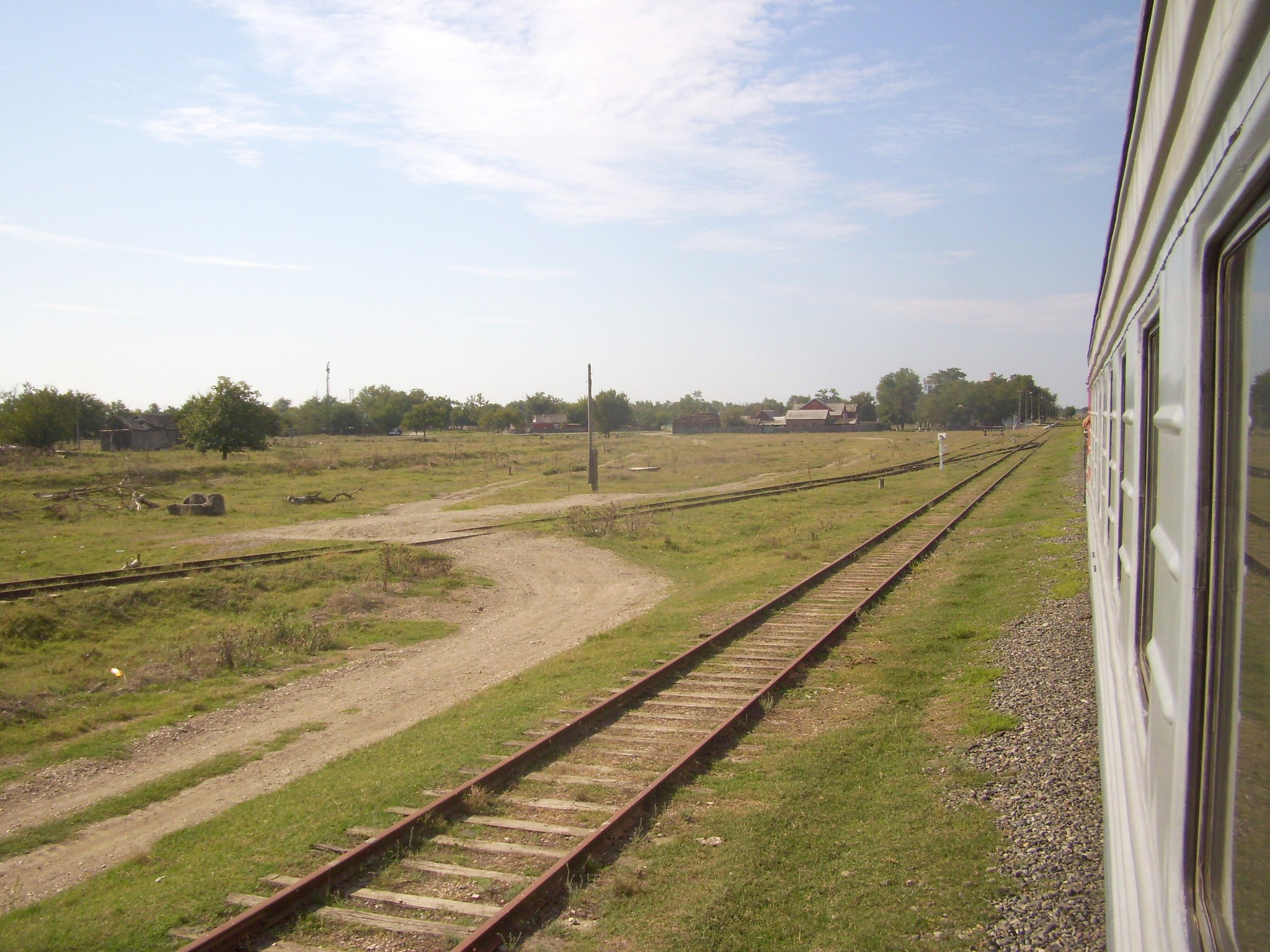
Станция Каргинская. Вид в сторону Червлённой-Узловой. 2011 год